# 한명회
한명회(韓明澮, 1415년 11월 26일(음력 10월 25일)~1487년 11월 28일(음력 11월 14일))는 조선 전기의 문신, 군인, 정치인이며 외척이다. 본관은 청주, 자(字)는 자준(子濬), 호는 압구정(狎鷗亭)·압구(狎鷗)·사우당(四友堂)이며, 별칭은 칠삭동이, 시호는 충성(忠成)이다.

## 개요
일찍이 조선 태조때 학사로 명나라에서 조선이란 국호를 받아온 개국공신 한상질의 손자이자 증 의정부영의정에 추증된 한기(韓起)의 아들이고, 이조참판과 직제학을 지낸 여주 이씨 이적의 외손자이자 대제학 이행의 외증손이다. 예종의 원비 장순왕후·성종의 원비 공혜왕후의 친정아버지이다. 《조선왕조실록》에 그 이름이 2300건이나 등장하는 인물이기도 하다. 한상환(韓尙桓), 류태재(柳泰齋)의 문인이다.
불우한 어린 시절을 보냈으며 그 때문에 과거에 번번이 실패해 38세가 되던 1452년에야 겨우 문음으로 경덕궁직이 되었다. 1456년 사육신 등의 단종 복위 운동을 사전에 적발하여 좌절시키고, 사육신과 관련자들의 처벌에 가담하였다.
세조의 최측근이자 책사로, 세조로부터 나의 장량이라는 별명을 얻기도 했다. 수양대군의 책사로 계유정난을 주도하여 수충위사협책정난공신(輸忠衛社協策靖難功臣)이 되고, 수양대군을 왕으로 즉위시키는 데 기여하여 동덕좌익공신(同德左翼功臣)이 되었다. 병조판서로 있으면서 여진족의 토벌과 북방의 수비를 견고하게 하는데 공을 세웠다.
1466년~1467년, 1469년 두 번 의정부영의정을 역임했으며 1457년 상당군(上黨君)에 봉군되고 1461년 진봉하여 상당부원군이 되었다. 만년에는 권신이자 외척으로서 정권을 장악하였으나 명나라 사신을 사사로이 접대한 일로 삭탈당하였다. 그러나 후일 종묘 세조실에 배향됨으로써 종묘배향공신이 되었다.
오가작통법과 면리제를 창시한 인물이며, 그가 만든 행정제도인 면리제는 1910년 대한제국이 멸망하고 1948년 대한민국정부수립 이후에도 유지되었다. 한말의 불교승려이자 독립운동가인 만해 한용운은 그의 친아우인 한명진의 후손이다.

## 생애

### 출생과 가계
한명회는 1415년(태종 15년) 음력 10월 25일 한성부에서 조선의 개국 공신으로 예문관대제학을 지낸 한상질의 손자이며 사헌부감찰을 지내고 사후에 증직으로 의정부영의정에 추증된 한기(韓起)와 이조참판 겸 예문관 직제학 이적의 딸인 증 정경부인 여주 이씨의 아들로 태어났다. 그는 미숙아로 태어났는데, 모친 여주이씨 부인이 수태된 지 7개월 만에 태어났다 하여 칠삭동이라는 별명을 얻었다.
전설에 의하면 그가 태어날 때 배에는 태성과 두성 모양(북두칠성 모양)의 점이 있었다고 한다. 할아버지 한상질은 조선의 개국공신이며 조선 태조때 학사로 명나라에 파견되어 화령이라는 국호와 조선이란 국호 중 조선을 낙점 받아왔다. 한상질은 처음 경주 이씨 문하시중 월성부원군(月城府院君) 이성림(李成林)의 딸과 결혼하였으나 딸만 1명 두고 요절하였으므로, 청풍송씨(淸風宋氏) 송신의의 딸과 결혼하여 1남 2녀를 두었으니, 아들이 곧 한명회의 아버지 한기이다.
그가 태어날 당시 몸이 빈약하여 일찍 죽으리라 생각하고 방치하였으나 어느 늙은 여종이 그를 거두어 양육하였다. 그러나 종조부 한상덕은 그의 관상을 보고 '이 아이는 기우(器宇)가 예사롭지 않으니 필경에는 우리 가문을 일으키게 될 것이다.'라고 예언하였다.

#### 유년기
그는 고려 때 시중(侍中)을 지낸 한강(韓康)의 후손으로 세조의 사돈이었던 한확과는 9촌숙질간이다. 한확은 한악(韓渥)의 넷째 아들 한방신의 증손이었고, 한명회는 한악의 둘째 아들 한공의의 4대손이었다. 그가 태어난지 얼마 뒤 동생 한명진이 태어났다.
그는 10개월도 안되어 태어나 병으로 위기를 넘기고 기적적으로 살아남았다. 몸 전체가 완전치 못하고 병약하여 온 집안이 거두려 하지 않으니 한 늙은 여종이 그를 거두어 솜털 속에 싸서 정성껏 보살폈는데, 점점 자라서 몇 달 만에 웃고 안아 볼 수 있는 아이가 되었다. 또한 그가 태어날 때 배 위에 검은색 별 모양 점이 있었다고 한다. 이후 그의 몸에 북두칠성이 새겨져 있었다는 소문의 근원이 된다. 그러나 그는 일찍이 아버지와 어머니를 여의고 동생 명진과 함께 고아가 된다. 한학을 수학하였지만, 불행한 가계와 빈한함, 작은 체구로 주변의 멸시와 놀림을 받으며 불우한 소년기를 보냈다. 한명회는 어려서부터 기억력이 좋고 민첩하였는데, 그의 종조 할아버지 한상덕은 그를 가리켜 집안의 천리마가 될 것이라 예견하였다.
그는 종조 할아버지들인 한상경과 한상덕에 의해 양육되었으며, 종조 할아버지 한상환(韓尙桓)의 문하에서 수학하다가 뒤에 자망산을 찾아가 류태재의 문하생이 되었다. 어려서부터 그는 친구 권람 등을 만나 사귀었는데, 강원도 자망산의 유학자 류태재의 문하에서 수학하며 사가 서거정 등을 만나 사귀게 된다.

#### 청년기
글을 읽어서 성취한 바 있었으나 번번히 과거에 실패하여 불우한 청소년기를 보냈다.
재상 황보인이 한명회를 보고는 큰 인물이 될 것을 예견하고 딸을 그에게 시집보내려 했으나 그는 거절하였다. 이에 종조부인 참판 한상덕이 "그(황보인)는 권력을 쥐고 마음대로 하는 사람이니 만약 혼례를 받아들인다면 부귀하게 될 것"이라며 수락할 것을 권고했으나 한명회는 "처가의 권세에 힘입어 부귀 영화를 바라보겠습니까. 이는 저의 바라는 바가 아닙니다"라며 거절하였다.
개성에 유람차 놀러 갔을 때 영통사의 한 노승이 그를 보고 " 그대의 두상에 광채가 있으니 필연코 귀할 징조라" 하였다. 당시 그는 이 노승의 예언의 뜻을 이해하지 못했다. 그 뒤 두 종조부가 별세하자 중추원사 민대생(閔大生)이 그를 거두어 사위로 삼았다. 민대생의 장녀인 부인 황려부부인에게서는 1남 4녀가 태어났는데, 이 중 셋째 딸이 예종비 장순왕후, 넷째 딸이 성종비 공혜왕후이다.
여러 번 과거에 떨어지자 주변에서는 그를 위로하기도 하고 비웃기도 하였다. 그럴 때마다 그는 '궁달(窮達)은 다 때가 있는 법인데 사군자(士君子)가 되어서 어찌 부유(腐儒), 속사(俗士)들의 말 한마디에 실망하고 비통하기를 즐겨 하겠는가?'라며 개의치 않고 웃어 넘겼다.
불우한 청소년기를 보낸 그는 같이 불우한 처지였던 권람과 친하게 지냈는데, 둘이 함께 오랫동안 마차에 책과 술을 싣고 전국 각지를 여행하기도 하고 유람을 다녀오기도 했다. 관례를 치른 뒤에도 여러 번 과거를 보았으나 합격하지 못했고, 오랫동안 실의의 나날을 보내며 권람과 더불어 전국을 떠돌며 산천을 주유했다.

## 정치 활동

### 음관과 수양대군의 측근

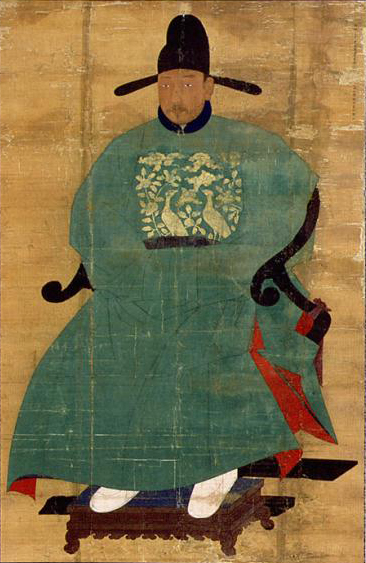
친구 범옹 신숙주

어려서 부모를 여읜데다가 집안에 가산이 없었으므로 개국공신의 후손이라는 신분이 무색하게 청년기 역시 불우하게 지냈다. 자를 자준(子濬)이라 했는데, 어려서부터 사귄 친구 권람 등과 어울려 풍류를 즐기다가 교리(校理) 권람의 소개로 신숙주를 알게 되었고, 수양대군을 소개받았다. 수양대군이 비범한 인물임을 알게 된 그는 수양과 가깝게 지내면서 그의 사람됨됨이를 알아보았다.
글을 읽어서 학업을 쌓았으나 오래 과거를 보지 않다가, 뒤늦게 여러번 과거 시험에 응시했지만 번번히 낙방하고 가세도 빈한해져 그는 불우한 청년기를 보낸다. 1452년(문종 2년) 음보(蔭補)로 처음으로 출사하여 송도에서 경덕궁직(敬德宮直)이라는 벼슬을 얻게 되었다. 이때부터 그는 수양대군과 자주 교류하였고 뒤에 그의 모사로 활약하였다.
경덕궁직으로 있을 때 그는 역시 같은 경덕궁직에 있던 무사 홍달손, 홍윤성, 양정 등을 만나 사귀게 되는데, 한명회는 이들 30여 명을 수양대군에게 적극 천거하여 이들의 인맥을 통해 거사를 일으킬 병력을 모으게 된다.

### 집권 계획 준비
과거로는 도저히 관직에 나아갈 수 없다고 판단한 그는 친구 권람으로 하여금 수양대군을 찾아가 거사를 논의케 했고, 다시 권람에 의해 천거되어 수양대군의 책사로서 자신의 능력을 유감없이 발휘하게 된다. 문종이 죽고 어린 단종이 즉위하여 김종서, 황보인 등 대신이 집권하자, 권람의 주선으로 수양대군과 자주 만나며 집권 계획을 역설, 무사 홍달손 등을 추천하여 그의 심복이 되게 하였다.
그는 권람에게 집권의 필요성을 역설하였다.
| “ | 시국이 이 지경에 이르니 안평대군(安平大君) 이용(李瑢)이 왕위를 넘보며 은밀히 대신과 결탁하여 후원자를 삼고, 많은 불령한 무리들이 그들의 그림자처럼 따라 붙고 나무뿌리 얽히듯 얽히니 화란(禍亂) 발생의 조짐이 조석간에 있는데, 그대는 이런 데에 추호도 생각이 미치지 않는가? | ” |

권람은 처음에 이해를 못하다가 나중에 그의 말을 이해하고 동의하였다. 이에 그는 수양대군이 참된 임금감이라 주장하였다.
| “ | 화란을 평정함에는 세상을 구제하고 난(亂)을 다스리는 것은 강력한 군주가 아니면 할 수 없네. 수양대군서는 활달하기가 한 고조와 같고 영무(英武)하기가 당 태종과 같으니, 이는 하늘의 뜻이다. 천명(天命)이 그 분에게 있음을 분명히 알 수 있다. 지금 자네는 그 분의 필연(筆硯)을 모시고 있으면서 어찌 조용히 건의하여 일찍 결단하게 하지 않는가? | ” |

그는 강력한 군주의 필요성을 역설하였고, 강력한 지도자와 엄격한 법 집행만이 사회를 안정시킬 수 있다고 하였다. 느슨한 법집행과 온정주의는 도적과 부패의 원천이 된다는 것이었다. 한명회의 계책을 들은 권람은 수양대군을 찾아가 이를 고하였다.
| “ | 제 친구인 한생(韓生, 한명회)은 뜻이 웅대하여 간국(幹局)이 있고, 둘도 없는 국사(國士)로 적합한 인물이며, 지금의 관중, 악의, 사마중달, 제갈공명과 같은 인물이라 할 수 있습니다. 공께서 춘추 시대 오나라의 계찰(季札)의 절개와 지조를 지키시려면 모르겠지만, 그렇지 않고 큰 뜻을 품고 이 세상을 평치(平治)하시겠다면 이 사람이 아니고는 할 수 없습니다. | ” |
|   | — 권람의 진언 |   |

권람의 진언을 받은 수양대군은 그를 불러들였고, 한명회는 강력한 왕권을 주장하였다. 한명회의 진언을 들은 수양대군은 '어찌 진즉 만나지 못했을까? 지금 주상께서는 비록 유충(幼沖)하지만 곁에서 잘 보필하면 수성(守成)은 할 수는 있는데, 대신들이 간교하여 안평대군 이용(李瑢)에게 포섭되어 선조(先朝)의 충자(冲子)를 부탁하신 뜻을 저버리니 조종(祖宗)의 선령(先靈)이 장차 어디에 의탁하시겠는가?'하고, 말을 마치고 눈물을 흘리자, 한명회는 이에 감격하여 반정(反正)의 책략을 남김없이 말하였다.
수양대군은 처음 집권을 위한 그의 계획에 머뭇거렸으나 이내 집권을 결심하고 그의 건의를 받아들여 사람을 모으게 된다. 이후 수양대군과 의기투합하여 이런 저런 사람을 주변으로 모았다.

##### 정난 직전
수양대군은 세력과 사람이 없어서 실패할 것을 염려하였다. '형세(形勢)가 고단(孤單)하고, 세력은 미약하니 어떻게 한단 말인가?'하며 묻자 한명회는 당위성을 역설하며 머뭇거리며 망설이는 수양대군을 독려하였다.
| “ | 주군께서는 종실의 버금으로서 사직(社稷)을 위하여 난적(亂賊)을 치는 것이니 이는 명분도 바르고 말도 사리에 맞는 말인바, 성공하지 못할 리가 만무합니다. 옛말에 이르기를, '결단해야 할 때 바로 결단하지 못하면 도리어 그 앙화(殃禍)를 입는다.' 하였으니, 바라건대 주군께서는 익히 생각해보소서. | ” |

수양대군이 머뭇거리자 한명회는 대의명분이 있음을 꾸준히 설득하였고, 강력한 지도자가 나타나 국가의 안정을 구가해야 될 필요성을 역설하였다. 또한 한명회는 수양대군이 유년 시절 태종이 세종의 아들들을 데리고 산책을 갈 때 어느 점쟁이가 둘째 손자가 할아버지를 닮았다고 한 말을 반복 언급, 주지시켰다. 확신이 선 수양대군은 그를 신뢰하였고, 모든 비밀 계략과 밀모(密謀)는 그의 지휘에 맡겨졌다.
| “ | 한 고조가 비록 장량, 진평의 계략을 쓰기는 했지만 승리로 이끄는 데에는 한신과 팽월을 썼고, 당 태종이 비록 방현령ㆍ두여회를 임용하였지만 전벌(戰伐)에는 포공 단지현(褒公 段志玄)과 악공 울지경덕(鄂公 尉遲敬德)을 선봉으로 세웠습니다. | ” |

그는 거사의 준비에 앞서, 사람의 필요성을 역설하고 역할 분담을 할 인재들을 사전에 포섭해둘 것을 건의하였다. 또한 각종 병장기와 함께 십만냥의 현금을 조달, 모집해 두었다. 집현전 학사들을 찾아다니며 이들의 지지를 구하기도 했다.

### 계유 정난 전후

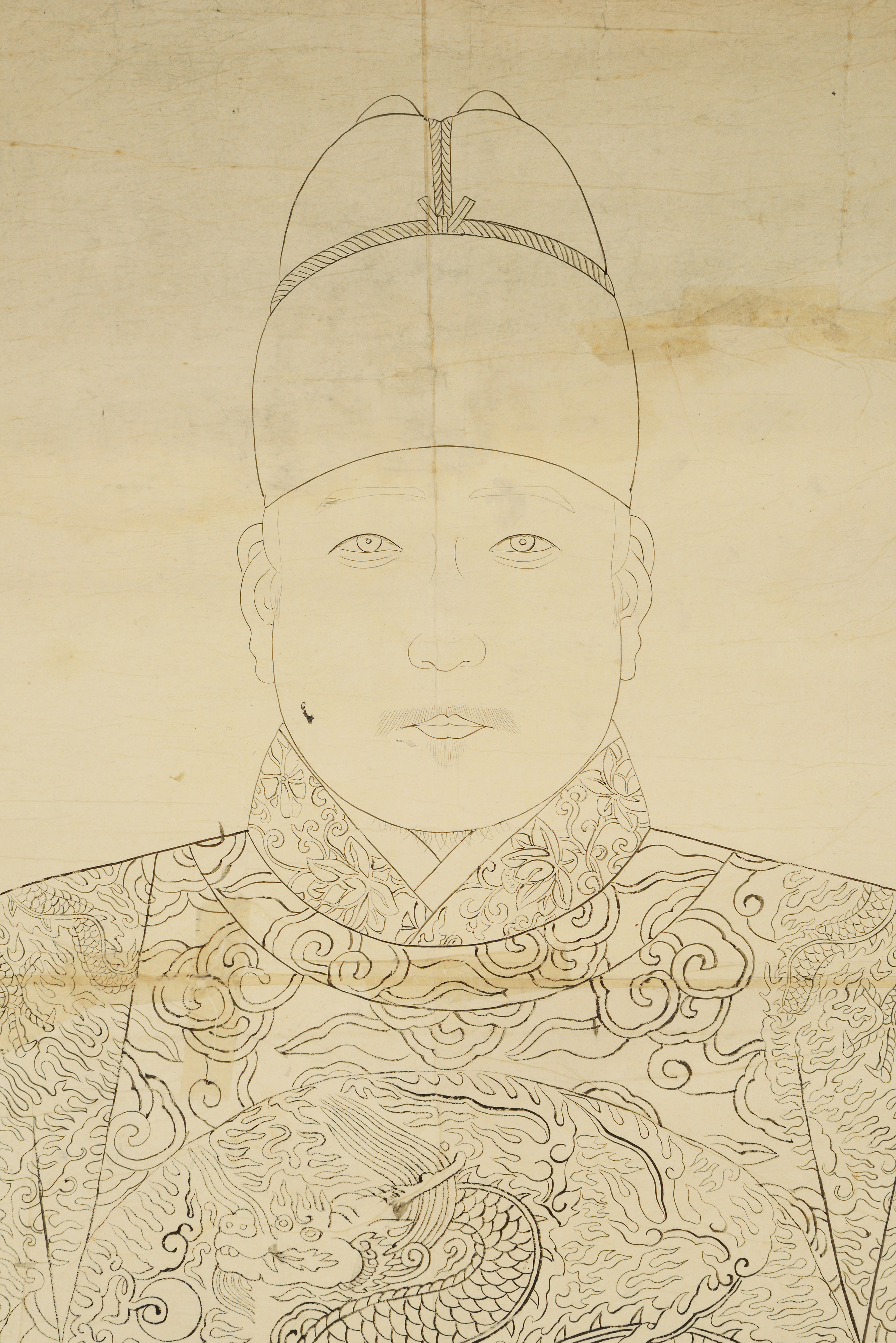
조선 세조

1453년(단종 1년) 군기감녹사(軍器監錄事)가 되고, 1453년초 수양대군의 심복 참모로서 비밀리에 사람과 재물을 동원, 계유정난을 일으켜 한성부를 점령한다. 이어 김종서, 황보인, 안평대군 등을 제거하고 수양대군의 집권에 큰 공을 세웠다.
그해 10월 거사를 준비하기 위해 의병을 조직하였다. 그러나 김종서와 황보인을 제거한다고 하자 실패를 걱정하고 군사들은 우왕좌왕하였다. 그러자 그는 칼을 빼어 들고 큰 소리로 말하며 병사들을 독려하였다.
| “ | 사람이 한번 태어났으면 죽는 것은 아무리 잘난 사람이고, 못난 사람이라 해도 면할 수 없는 일인데, 사직(社稷)을 위해 죽으면 그래도 그저 병들어 죽는 것보다 낫지 않은가! 감히 딴 마음을 품은 자가 있으면 내가 이 칼로 베겠다! | ” |

한명회의 독려에 우왕좌왕하던 병사들의 마음이 진정되었다. 그날 사병들을 동원하여 비밀리에 매복시키고, 그날 저녁 한성부를 점령하였다. 홍윤성과 홍달손이 이끌고 온 군사들과 합류, 김종서와 황보인의 집을 습격하여 이들 일파를 제거하였다. 당시 집현전 학사들 중에는 김종서와 황보인의 막강한 권력에 반발하는 뜻에서 한명회를 지지하는 여론도 조성되었다.
이어 한명회는 모사가들을 시켜 잔존 세력을 숙청한 후, 직접 김종서와 황보인의 집에 찾아가 김종서 등과 황보인 일족을 참살케 한 후 군기녹사(軍器錄事)·수충위사협책정난공신(輸忠衛社協策靖難功臣) 1등관이 되었다.

#### 살생부 작성과 세조 반정
1453년 계유정난 때 자신이 끌어들인 홍달손 등의 무사로 하여금 김종서를 살해하게 했고, 이른바 '살생부'를 작성해 조정 대신들의 생과 사를 갈라놓기도 했다. 정난 성공 후 그는 1등 공신에 올랐다. 계유정난을 하는 과정에서 그는 신하들의 성향과 능력, 세조에 대한 지지, 설득의 가능성 여부 등을 파악하여 살생부를 작성했다. 이후 살생부는 숙청과 제거, 인사의 대명사로 널리 통용되었다.
그 뒤 군기시 판관(軍器寺判官), 의금부도사를 거쳐, 수양대군이 영의정부사가 되면서 사복시소윤(司僕寺少尹)으로 발탁되었다가 1454년(단종 2년) 승정원동부승지(同副承旨)로 승진한다.
1455년(단종 3년) 경연 참찬관(經筵參贊官) 겸판사재감사(兼判司宰監事) 지예조사(知禮曹事)를 거쳐, 그해 6월 우부승지(右副承旨)가 되었다. 1455년(세조 즉위) 6월 세조가 단종의 양위를 받아 조선국왕으로 즉위하자 한명회는 다시 승정원좌부승지(左副承旨)에 동덕좌익공신(同德左翼功臣)이 되었다가 곧이어 그해 가을 승정원우승지에 올랐다.

#### 사육신의 의거 탄압
1456년(세조 2) 2월 성삼문과 집현전 학사들이 세조 3부자를 연회장에서 암살할 계획을 세운다는 정보를 입수한다. 이후 사육신의 단종 복위 운동을 좌절시키는 데 중요한 역할을 한다. 이미 세종대왕으로부터 집현전 학사들이 단종을 부탁한다는 유지를 들었다는 것을 알게 된 한명회는, 연회장에 별운검으로 임명된 성승, 김문기, 하위지 등을 의심하고 이들의 출입을 차단한다.

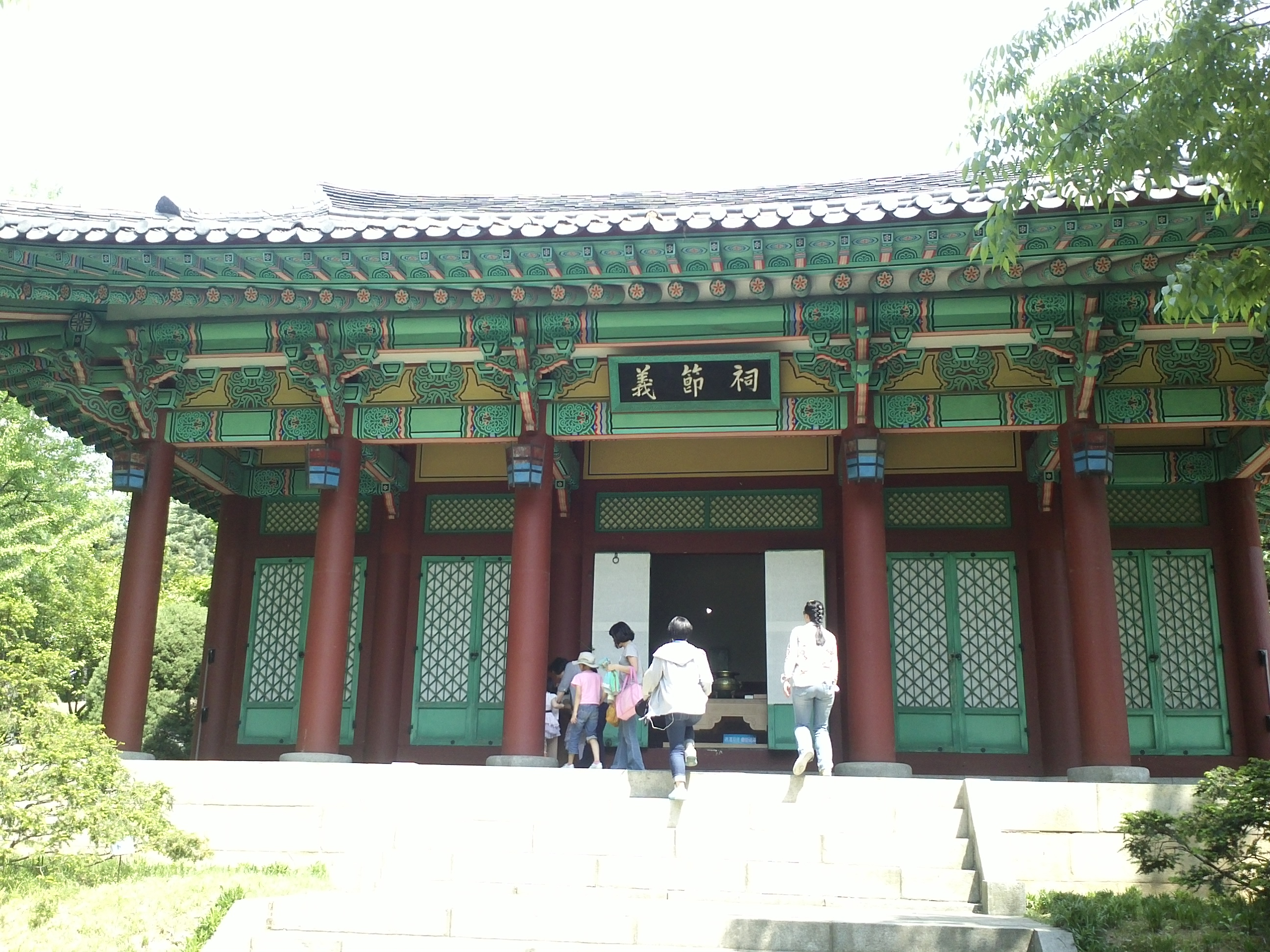
사육신의 사당인 노량진 공원 의절사

1456년 5월에는 명나라 황제가 태감(太監) 윤봉을 보내서 특별 선물로 그에게 관복(冠服)을 하사하였다. 그러나 그는 사육신에 대한 감시를 게을리 하지 않았다.
6월 1일 명나라 사신이 한성부에 도착하자 운검(雲劒)들이 출입하려 하였다. 그러자 그는 미구의 사태를 대비해, 명나라 사신들을 접대하는 광연루에 사신이 많아서 자리가 좁다는 이유로 세자는 연회에 참석하지 말 것과, 홍달손과 홍윤성을 시켜서 병력을 동원할 것이니 운검의 제장(諸將)들도 입시하지 못하게 하기를 주청하여 세조는 이를 이상하게 여기면서도 이를 윤허하였다. 성삼문의 아버지 성승이 운검을 차고 곧장 들어오려 하기에 운검은 안 들어와도 된다며 제지하였다. 이에 거사의 실패를 우려한 운검의 병력들이 그를 해치려고 하였으나 민첩하게 피하였다.
1456년 초부터 그는 정창손에게 사위를 설득하게 했는데, 그해 6월 2일, 사육신과 함께 세조 3부자 척살에 가담하기로 한 김질이 장인인 정창손의 설득으로 거사의 가담자들을 폭로함으로써 성삼문, 하위지, 김문기 등을 체포하였다. 바로 이들을 국문한 후 처형하고, 800여 명의 관련자들을 처형했으며, 수천 명을 유배시켰다. 사육신이 사형된 후 사육신의 의거를 진압한 공로로 승정원좌승지를 거쳐 그해 겨울 도승지로 발탁되었다가 이조판서가 되었다.
셋째 딸을 세조의 차남 해양대군에게 출가시켰으나, 셋째 딸은 아들 인성대군을 낳고는 산욕으로 요절한다. 외손자 인성대군 마저 요절하면서 한명회는 해양대군과는 다소 껄끄러운 위치에 놓이게 되는데, 해양대군이 곧 예종으로 즉위하게 된다.

### 군사 활동

#### 변방 수비와 국방 활동
그는 세조 집권 초반부터 변방의 성곽 수축과 병력 양성을 건의하고, 해안가에도 성곽을 쌓고 병력을 보내 방비를 튼튼히 해야 하며 미구에 있을 왜구와 여진족의 침략을 대비해야 한다고 주장하였다. 1456년부터 노산군과 금성대군을 처형시킬 것을 주장하였으나 세조가 듣지 않았다. 1457년(세조 2년) 초 숭정대부(崇政大夫)로 승진하고 이조판서 겸 판의금부사와 오위도총부도총관을 겸한 뒤, 상당군(上黨君)에 봉군되었다. 그해 금성대군과 순흥부사 이보흠의 모의를 적발하여 처형시켰다. 그해 겨울 해양대군의 왕세자 책봉을 주청(奏請)하기 위한 세자책봉 주청사가 되어 명나라의 연경에 들어갔다.
세자 책봉을 성사시키고 1458년 봄에 귀국, 병조판서가 되었다. 그해 여름 충청도와 경상도, 전라도의 3도에 흉년이 들어, 그는 경상도, 충청도, 전라도의 3도 순찰사(巡察使)에 특별히 임명되어 구호물자를 싣고 충청도, 경상도, 전라도를 순시하며 백성들을 구휼하고 돌아왔다.
또한 병조판서 재직 중 평안도와 함경도에 병력을 이끌고 출정하여 변방에 출몰하는 여진족과 야인 부락을 토벌하고, 북변을 수습한 뒤, 북방에 축성하여 방어를 확실히 하고 되돌아왔다. 그 뒤 황해·평안·함길·강원도 도체찰사 등을 역임했다. 그해 숭록대부(崇祿大夫)가 되었고, 1458년(세조 3년) 보국숭록대부(輔國崇祿大夫)로 승진했다.
1459년에는 황해, 평안, 함길, 강원 4도의 병권과 관할권을 가진 4도 도체찰사(都體察使)로 임명되었다. 그는 당시 역할이 강화된 승정원과 육조, 변방 등에서 왕명 출납권과 인사권, 병권 및 감찰권 등을 한손에 쥐게 되었다. 1460년 그의 병권 장악을 경계한 세조는 평안도와 함길도, 강원도의 도체찰사 직은 신숙주에게 넘긴다.
한명회는 활쏘기에도 능했고 문예보다는 병법과 병권에 재능을 보였다. 오지였던 북방으로 파견을 나가는 일에도 망설임이 없었고 북방의 야인들을 토벌한 뒤에는 경계를 견고하게 하는데 남다른 공적을 쌓았다. 이 일로 한명회에 대한 세조의 또다른 신임을 얻게 되어 1461년 특명으로 상당부원군(上黨府院君)에 진봉되었다. 다시 보국숭록대부 상당부원군(上黨府院君)에 임명되고 판병조사(判兵曹事)와 병조판서, 판의금부사를 겸임했다가 1462년(세조 7년) 여름 대광 보국숭록대부(大匡輔國崇祿大夫) 의정부우의정이 되었으며, 황해, 평안, 함길, 강원 4도 체찰사를 겸하였다. 1463년 의정부 좌의정이 되었다.

### 정치 활동과 권력 강화
1463년 4도 순찰의 명을 받고 평안도, 강원도, 함길도, 황해도를 순찰하였다. 그가 순행을 갈 때 특별히 세자가 나와서 그를 전송하였다.
세조의 장자 의경세자가 요절하고 그의 빈인 수빈 한씨는 궁궐에 살아도 좋다는 시아버지 세조의 배려를 사양하고 사가로 물러나 있었다. 그는 인수대비의 친정과는 10촌도 더 차이가 나는 먼 친척이었으나 인수대비의 집에 자주 방문했는데, 그는 수빈 한씨에게 야심이 있음을 간파하였다. 한명회는 인수대비에게 사돈을 맺는 조건으로, 그녀의 아들을 임금으로 만들겠다고 제의를 한다.
그는 자신과 함께 정난에 가담했던 인물들과 친인척 관계를 맺음으로써 권력의 기반을 더욱 탄탄하게 다져나갔다. 그는 우선 세조와 사돈을 맺어 딸을 예종비로 만들었고, 나중에는 다른 딸을 성종비로 만들어 딸들을 2대에 걸쳐 왕후로 삼게 했다. 또한 권람은 일찍 요절한 그의 동생 한명진의 처남이기도 했다. 한편 자신의 손자 한경침을 다시 사위이기도 한 성종의 후궁 소생 서녀 공신옹주와 혼인시켜 3대에 걸쳐 왕실과 겹사돈관계를 형성한다.
인수대비의 둘째 아들인 자을산군 혈과 그의 넷째 딸을 혼인시키는데, 후에 예종이 일찍 죽자 한명회는 신숙주, 정창손 등과 함께 자을산군을 추대하여 성종으로 등극시키게 된다.
또한 권람, 신숙주 등과 인척관계를 맺고 세조 치정의 안정에 크게 기여하였다. 그러나 한편으로는 친인척 관계에 의한 요직 장악이라는 크나큰 인사 폐단을 낳아 조선왕조의 기강을 흐트러 놓는 원인이 되었다.

#### 이시애의 난 전후
1463년(세조 9년) 의정부좌의정이 되고, 충훈부당상을 겸임하였다. 1464년(세조 10년)에 평안북도의 변방에 성곽을 개보수할 것을 건의하였다. 그는 '의주의 하류에는 진보(鎭堡)가 설치된 곳이 없으니 만일 여진족의 침입이라도 있게 되면 외딴 성(城)은 후원(後援)이 없고, 희천(熙川)과 영흥(永興) 사이는 거리가 너무 멀어, 만에 하나 불의의 사태가 발생한다면 사세가 멀리서 구원하기는 어렵겠으니, 의주 하류에는 새로이 진(후일의 인산진(麟山鎭))을 설치하고, 희천과 영흥 사이에는 새 군(훗날의 영원군(寧遠郡))을 두는 것이 이로울 것 같습니다.”라고 건의하여 인산진과 영원군을 신설하였다. 바로 평안도의 성곽 개보수 공사에 파견되어 직접 이를 감독, 관장하고 되돌아왔다.
1466년 영의정이 되어 영예문관 홍문관 춘추관 관상감사(領藝文館弘文館春秋館觀象監事)와 세자사(世子師)를 겸임하였으나 병으로 한때 사직하였다. 이후 신숙주, 정인지 등과 함께 《신제대전 (新制大典)》의 편찬에 착수하여 초안을 작성, 1467년초에 《신제대전》 초안을 완성시켰다.
1467년(세조 13년) 함경북도 일대에서 이시애가 병란을 일으켜 명회와 신숙주가 일찍이 성삼문과 반란을 모의하려 했다고 모함하자 투옥되었다. 그는 이시애의 계략에 말려 신숙주와 함께 투옥당한다. 또한 그들이 함길도 절제사 강효문 등과 함께 반란을 일으키려 했다는 것이었다. 그는 신숙주와 함께 반역을 꾀했다는 혐의로 체포되어 의금부에 투옥, 신문을 당했으나 뚜렷한 혐의가 없었다. 즉위 이후 줄곧 왕위에 대한 불안감에 휩싸여 있던 세조는 이시애의 보고문을 믿고 일단 신숙주와 한명회를 옥에 가두고 사건의 진상을 파악하기 시작했다. 한명회가 옥에 갇혔다는 소식을 들은 나라 사람들은 모두 통쾌히 여겼다. 그러나 이시애의 장계가 거짓임이 밝혀지면서 그는 신숙주와 함께 석방되었다.
1468년(예종 즉위년) 세조가 죽고 예종이 즉위하자, 세조의 유언에 따라 신숙주, 홍윤성, 정인지 등과 함께 공동 원상(院相)의 한사람으로 예종 즉위 초, 승정원에서 서정(庶政)을 맡아보았다. 이때 그는 승정원에서 숙직하면서 업무를 처결하였다.

#### 남이의 옥사
1468년 초, 혜성(彗星)이 나타나자 그는 이를 보고 천변이 일어날 것이라고 예언하였다. 그는 천변(天變)이 두렵다며 창덕궁은 성벽이 없고 방비가 허술한 점을 들어 중신(重臣)들로 하여금 군병을 거느리고 들어와서 호위하게 할 것을 건의하였다.
그해 남이가 쓴 시구가 문제가 되어 모역사건으로 몰리자 유자광의 고변을 듣고, 신숙주, 유자광 등과 함께 남이, 강순 등의 사형을 주장하여 관철시켰다. 남이 등이 처형된 후 유자광, 신숙주 등과 남이, 강순의 옥사를 다스린 공으로 추충보사병기정난익대공신(推忠保社炳기難翊載功臣) 1등관의 호를 받고는 1469년(예종 1년)에 다시 의정부영의정이 되었으나 곧 사직했다.
불편한 관계였던 예종이 갑자기 죽자 새 왕의 즉위시까지 정무를 맡아보는 원상(院相)이 되어 서정(庶政)을 결재하였다. 이때도 병권에는 관심이 높아 병조판서를 겸하였고, 인사권까지 장악하였다.

#### 성종의 추대와 원상
이때 그는 의경세자의 둘째 아들이자 자신의 넷째 사위인 자을산군 이혈을 적극 지지하여 차기 왕으로 즉위시킨다. 1469년 성종이 즉위하자 판이조사와 판병조사를 겸했고 성종의 즉위를 지지한 공로로 순성명량경제홍화좌리공신(純誠明亮經濟洪弘佐理功臣) 1등의 공신호를 받았다. 이어 그해 춘추관영사로서 최항, 신숙주 등과 함께 《세조실록》의 편찬에 참여하였다.
그는 평소 자신이 은퇴하여 갈매기를 벗삼겠노라며 한성부 한복판에 압구정이라는 정자를 지었으나 그 자신은 은퇴할 수 없었다. 1471년(성종 2년) 춘추관영사(春秋館嶺事)에 이르렀다. 평소 몸이 쇠약했던 공혜왕후가 세상을 떠나자 한명회의 권세도 하락하기 시작하였다. 동년, 그는 대궐의 동, 서쪽에 군영을 설치할 것을 건의하여 성사시키고 자신이 직접 서영대장이 되어 서영(西營) 군사를 거느렸다.
1472년 영춘추관사로서 최항·신숙주 등과 함께 참여한 《세조실록》을 완성시켰으며, 그해 성종에게 학문을 진작, 장려할 것을 건의하였고, 서적이 부족한 성균관의 장서확충을 위하여 경사(經史)관계의 서적을 많이 구하여 성균관에 기증, 비치하게 하였다. 또한 명륜당(明倫堂) 북쪽에 새 전각을 마련하고 추가로 장서를 마련할 공간을 만들 것을 건의하고 직접 이를 감독하였다.

## 생애 후반

### 좌의정 재임명
1474년(성종 5년) 다시 의정부좌의정에 임명되었다. 1475년 초 사은사(謝恩使)로 연경(燕京)에 가서 일을 마치고 돌아왔다.
1475년(성종 5년) 평안남도 병마절도사를 혁파하자는 건의가 올라와 성종이 회의를 소집하자, 모두가 혁파해야 한다고 하였는데 이를 듣고 급히 돌아와 이를 강력 반대하였다.
| “ | 평안도를 남도와 북도로 나누어 남도 병마절도사를 둔 것은 북도를 응원하기 위해서입니다. 이시애의 난을 당하여 남도가 있어 그래도 북도와 지원, 연결하여 안팎으로 협공(挾攻)하였다면 그 조무래기같은 놈은 주머니 속에서 물건 뒤지듯 하였을 것입니다. 어찌 이빨 사이에 끼이게 하였겠습니까마는, 이러한 기회를 놓쳐서 적의 세력이 팽창하게 하였으니 심히 통분한 일입니다. 세조께서 남도 병영을 신설하신 본의를 신 같은 천견(淺見)과 소지(小智)로는 헤아리기 어렵습니다마는, 혁파하려는 논의를 신은 옳다고 여기지 못하겠습니다. | ” |

조정에서 평안남도 병영을 폐지하려는 의견이 강해지자 그는 직접 나서서 이를 강하게 반대하여 무산시켰다.

### 해임과 군사 활동
1476년(성종 7년), 자신에 대한 탄핵과 병을 이유로 여러 번 사직을 청했지만, 성종은 만류하다가 음력 3월 29일 사직을 받아들여 좌의정직에서 해임했다. 이후에도 부원군이자 국가 원로로서 조정에 참여하여 정치적 영향력을 행사했고, 유자광과 언관들의 공격도 계속 받았다.

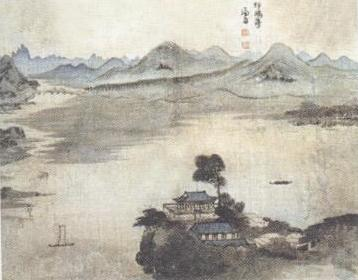
한명회의 정자인 압구정을 그린 압구정도 (18세기 겸재 정선 작)

1478년(성종 9년) 성종은 호학 및 당시의 문운융성과 학문 연구 장려를 위해 연로함과 덕망을 두루 구비하고 명망이 높은 유학자를 삼로오경(三老五更, 왕사(王師))으로 임명하여 국정을 자문함과 동시에 문풍을 더한층 진작시키자는 제안을 하자 그는 정인지를 적극 추천하여 삼로로 선정되게 하였다. 그러나 정인지를 왕사로 추대하기 직전에 대간으로부터 "한미한 가문에서 자수성가하여 기신하였으나 식화(殖貨)에 전념하여 재산을 치부하였으니 존경할만한 인물로는 불가하다."라는 반대가 있었다. 그러자 한명회 등의 대신들은 "정인지의 식화는 장리(長利)에 불과하였으니 큰 흠이 될 수 없다."라고 하면서 정인지를 왕사로 추대하는 것을 적극 지지하였으나 결국 사림파들의 맹렬한 반대로 정인지는 왕사로 추대되지 못하고 그해 11월 병으로 죽었다.
성종의 두 번째 부인이자 후궁 출신 왕비인 폐비 윤씨 폐출 사건(1479.6)에 참여하였는데, 후일 부관참시의 원인이 된다
1479년(성종 10년) 늦가을 명나라에서 건주위(建州衛) 여진족을 치려고 조선에 후원을 요청하여 어유소(魚有沼)에게 군병을 거느리고 참전하게 하였다. 그러나 강(江)에는 얼음이 얼지 않았고 폭설이 쌓이어 길은 험하여 결국 지원군을 퇴각시켜 되돌아왔다. 그러나 명나라에 관계된 문제이니 병력을 다시 보내야 된다고 하였다.
| “ | 조선에서는 고대부터 지성으로 중국에 사대(事大)하였고 중국에서도 더없이 대우하고 있는데, 지금 달려가서 도와주지 아니하면 비단 우리가 울타리로서 야인들의 노략질을 막아주는 뜻을 잃을 뿐만 아니라, 중국에서 뒷말이 있을까 두렵습니다. 신의 생각에는 다시 중장(重將)을 보내서 다시 참전을 강행해야 한다고 여깁니다. | ” |

성종이 다시 군신회의를 소집하자 재상들은 모두 추위와 어려움을 이유로 파병이 불가하다고 하였으나 한명회는 그래도 파병해야 한다는 뜻을 굽히지 않았다. 그는 '의논하는 자들은 하나같이 자신의 안녕만 도모하기 때문이고, 노신(老臣)이 소중하게 여기는 것은 국가의 대체(大體)입니다. 군왕의 적개(敵愾)에도 의당 급히 서둘러야지 늦출 수는 없습니다. 바라건대 전하께서는 유념하소서.'라며 굽히지 않았다. 결국 논의가 계속되다가 그의 뜻이 관철되어 성종은 의정부좌의정 윤필상(尹弼商)에게 가서 정벌하라고 명하여 다시 군사를 파병, 크게 이기고 돌아왔다. 성종은 '경의 강한 계책 덕에 거병하여 성공하니, 내가 매우 가상히 여긴다,'며 그를 칭찬하였다.
또한 그는 두만강과 압록강에 장성을 쌓을 것을 건의하였다. '조종조(祖宗朝)에 압록강 연안에 위아래로 장성(長城)을 쌓으려고 하다가 일이 커서 이루지 못하였는데, 신의 생각에는 다시 그 일을 거행해야 한다고 여깁니다.'하니, 성종은 의정부좌의정 홍응(洪應)을 파견하여 성곽의 수축, 개보수를 감독하게 했다.

### 국가 원로 활동
1480년(성종 10년) 가을에 부원군직을 사임하려 하였으나 성종이 승낙치 아니하고 성종이 어찰(御札)을 보내 " 국가의 공적이 여러 세대에 이르고 재주와 식견은 한 세대를 앞서 갈 만큼 밝으며 충성으로 임금을 섬기고, 나라 근심으로 염려하여 논의하면 반드시 적중하였다. 원로가 조정에 있음은 나라의 영광이며,믿는 신하가 힘을 다함은 임금에게 힘과 의지가 되는도다. 아무리 오래도록 병에 시달리더라도 많은 약을 내리니 힘써 치료하여 내 뜻에 부응하라. 그러면 경도 노년에 편안함이 있고 나도 옛 것을 버리고 허물을 면할 수 있을 것이다."라며 사퇴를 만류하였다. 1483년 경상도에 저수지를 만들어 가뭄을 대비하였다.
그는 은퇴를 결심하고 서울 중심부에 압구정이라는 정자를 만들었다. 한명회는 정자의 이름을 '물새들이 희롱하는 정자'라는 뜻의 압구정이라고 지었다. 압구정동은 여기에서 유래한 것이다. 한명회는 자기가 권력이 아닌 자연을 좋아하는 사람임을 과시하고 싶었던 것이다.
 
청춘부사직(靑春扶社稷) / 젊어서는 종묘와 사직을 위하여 몸을 바치고
백수와강호(白首臥江湖) / 늙어서 머리가 하얗게 되면 강가에 누워 세상을 관조한다

그는 스스로를 젊어서는 종묘와 사직을 위하여 몸을 바치고 늙어서 머리가 하얗게 되면 강가에 누워 세상을 관조한다고 자평하였다.
조정의 문사들이 앞다투어 그의 압구정에 찾아와서 압구정을 예찬한 시가 수백 편이었다. 하지만 이는 권력을 탐하는 무리들이었고, 일반 백성들은 이를 비웃었다. 포의 이윤종(李尹宗)은 이를 비웃는 시를 짓기도 했다.
 
有亭不歸去   / 정자를 지어놓고 돌아가지 않았으니
人間眞沐侯  /  이 인간 참으로 갓 씌운 원숭이일세

그는 자연을 벗 삼겠다 하였으나 시중의 학자들은 권력과 벗 삼았다며 조소하였다. 한강 남쪽에 지은 그의 정자와 별장은 화려하기로도 이름 높았다.

## 몰락과 죽음

### 생애 후반
그는 수양대군의 측근이 된 이후 계속 책사이자 최측근으로 활동했고, 수양의 왕위찬탈 이후 성종조까지 고관요직을 역임, 군국대사에 많이 참여하였는데, 수양은 특히 그를 총애하여 "나의 장량" 이라고까지 하였다. 또한 가난한 환경에서 어렵게 성장했지만 스스로 정난공신, 좌익공신, 익대공신, 좌리공신 등 4차례나 공신으로 책록되어 가세를 일으키고, 많은 토지와 노비를 상으로 받아 말년에는 권력과 함께 호부(豪富)를 누렸다.
1481년(성종 11년)에 새 왕비가 된 정현왕후의 책봉 고명과 궁각(弓角) 문제를 해결하기 위해, 책봉 주청사(奏請使)로 명나라에 가니 황제가 충직한 노한(老韓)이 다시 왔다며 충성정직(忠成正直)으로 표창받고 돌아왔다. 1484년(성종 15년) 봄에도 나이 70으로 벼슬을 사임함에 왕이 경은 나라의 으뜸 공로자이며 인간적으로는 덕 있는 노인이며 사직(社稷, 나라를 지켜주는 신)에는 하늘의 기둥(천주, 天柱)과 같은 존재이다" 하며 사임을 물리쳤다.
1484년(성종 14년) 70세가 되어 궤장(几杖)을 하사받았다. 한편 그의 정자 압구정이 화려하다는 소식이 전해지면서 명나라 사신과 일본의 사신들이 와서 구경하려 하자, 그는 궁중에서만 쓰는 용봉차일(龍鳳遮日)을 쳐서 화려하게 꾸미려 하였다. 그러나 성종이 허락하지 않자 이에 노골적으로 좋지 않은 기색을 보이게 되었다. 이어 대간과 사헌부로부터 무례하다는 이유로 탄핵 대상이 되어 외지로 유배되었으나 배소로 가던 도중 사면되어 곧 풀려났다.

### 은퇴와 최후
1484년(성종 14년) 세자 책봉 주청사로 명나라에 가니 황제가 '충직한 노한이 또 다시 왔다'면서 금전(金錢)과 채단(彩緞, 채색한 비단)을 선물하였다. 이후 사재를 털어 도서관을 마련하여 유생들에게 한문을 권하였고 1485년(성종 15년)에 병을 이유로 치사를 청하였으나 성종이 이를 듣지 않고, 오히려 성종에게서 지팡이와 의자를 선물로 하사 받았다. 그러나 1485년 자신의 정자인 압구정에 명나라 사신들을 사사로이 불러서 접대한 일로 탄핵되어 모든 관직에서 삭탈되었다.
야사에는 유자광의 사주를 받은 언관들에 의해 탄핵을 받고 삭탈관직당했다 한다. 유자광의 사주를 받은 언관들에 의해 탄핵을 받고 삭탈관직되자 분을 이기지 못한 그는 도끼로 자신의 정강이 또는 자신의 집 대들보를 내리 찍었다고 한다. 그는 왕실과 이중으로 인척관계를 형성했는데, 그의 큰딸은 세종의 서녀 정현옹주의 아들 윤반과 혼인을, 그의 작은딸은 신숙주의 맏아들 신주와 혼인하였고 셋째 딸은 예종의 정비(장순왕후)가, 막내딸은 성종의 정비(공혜왕후)가 되어 영화를 누렸으나, 이 딸들은 모두 젊은 나이에 요절하고 만다.
1487년(성종 17년) 그가 병석에 눕게 되자 성종은 특별히 내의를 보내어 치료하게 하고 날마다 내관과 신하들을 보내 문병하게 하였다. 병세가 악화되자 승지를 보내어 하고 싶은 말을 묻자 임종 직전 남긴 유언에서 그는 "처음에는 부지런하고 나중에는 게으른 것이 사람의 상정이니 원컨대 나중을 삼가기를 처음처럼 하소서"라 하였다. 그해 음력 11월 14일 갑자기 사망하였다. 당시 향년 73세였다.

### 추탈과 복관

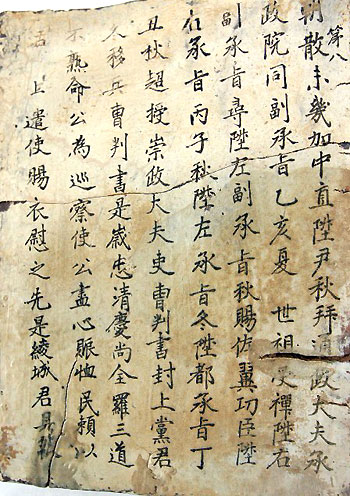
중종의 왕명으로 매설된 분청사기 지석
(분청사기에 행장을 새긴 지석이다.)

그는 관향인 충청북도 청주에 안장되기를 희망하여 처음에는 1476년(성종 6년) 1월 청원군 장명리(長命里)에 안장되었으나, 곧 충청남도 천안군(현 충청남도 천안시) 수신면 속창리로 이장되었다.
세조의 묘정에 배향되었고, 1488년(성종 19년) 충청남도 천안시 수신면 속창리산에 신도비(神道碑)가 세워졌다. 그 뒤 폐비 윤씨 폐출 사건을 막지 않은 책임이 있다고 하여 연산군 대에 와서 1504년(연산군 10년) 갑자사화(甲子士禍) 때 정창손 등과 함께 12간의 한사람으로 지목되어, 관작을 추탈당하고 그 시체가 무덤에서 꺼내져 부관참시(剖棺斬屍)되어 시체는 토막내어졌으며 목을 잘라 한양 네거리에 걸렸다. 그의 부관참시를 하던 날, 갑자기 날이 흐려지고 비가 왔는데, 갑자기 날씨가 흐려지자 병사들이 그의 부관참시 집행을 주저했다 한다.
1506년(연산군 12년) 중종 반정 이후 신원되어 복관되고, 1507년(중종 1년) 10월 예관을 보내 재장사한 뒤 세조의 묘정에 다시 배향하였다. 충청남도 천안군의 충성사(忠誠祠) 등에 제향되었다.

### 사후
묘비문은 동문이자 오랜 친구이기도 한 서거정이 찬하였다. 생전에는 활달하고 호쾌하며 솔직한 성격으로 인정되었으나 세조 말기부터 공신들을 견제할 목적으로 등용한 김종직과 그의 제자인 사림파들이 세조 이후 정치계에 본격 진출하면서 그는 '간신'으로 격하되었으며, 그는 가장 '위대했던 간신'으로 평가되었다. 대한제국이 멸망한 뒤에도 오래도록 부정적인 평가를 받아왔다. 1910년 대한제국의 멸망 이후 그에 대한 전기와 전설, 작품 등이 나오기 시작했으며, 그 뒤 1990년대에 와서 재평가, 재조명 여론이 나타나게 되었다.
둘째 딸 공예왕후 사후 폐비 윤씨가 폐출된 뒤, 성종의 세번째 부인이 된 정현왕후는 한명회의 고모부 윤곤의 증손녀였다.
2000년 그의 묘소가 도굴되어 지석(誌石) 등이 유출되었으나 2009년 6월 도굴범들은 검거되었다.

## 평가와 비판
성종때 이후 사림의 정계진출 이후 도학적인 분위기가 조성되면서 그가 계유정난과 세조 반정을 주도한 점이 집중 부각되어 비판과 질타의 대상이 되었다.

## 가족 관계
정실 부인 민씨와 여러 첩이 있었으나, 첩실의 존재는 네 명이 확인되고 있다. 이 중 정종화(鄭宗和)의 딸 연일 정씨와 전주 이씨는 세조가 특별히 정경부인에 봉작하였으므로, 이후 정식 부인으로 대우하게 되었다.
그의 처 황려부부인 민씨는 단종비 정순왕후의 외종이모뻘이었다. 장인 민대생은 단종비 정순왕후의 외조부인 민소생의 형이었고, 정희왕후의 친척이자 정현왕후의 증조부인 윤곤이 그의 고모부였다. 사육신의 한사람인 성삼문도 그의 당숙모의 조카였다.

### 조상
- 고조부 : 한공의
- 증조부 : 한수
- 조부 : 한상질(韓尙質, 1350 ~ 1400)
- 조모 : 창화군부인(昌化君夫人) 경주 이씨 - 문하시중 월성부원군(月城府院君) 이성림(李成林)의 딸
- 조모 : 창화군부인(昌化夫夫人) 청풍 송씨 - 청풍도사(淸風都事) 송신의(宋臣議)의 딸
  - 아버지 : 사헌부감찰 증 영의정 한기(司憲府監察 贈 領議政 韓起, 1393 ~ 1429)
  - 어머니 : 정경부인 여주 이씨 - 예문관 대제학 이척(李逖, 1370 ~ 1419)의 딸
    - 동생 : 서원군 한명진(西原君 韓明溍) - 불교 승려이자 독립운동가인 만해 한용운의 선조
    - 제수 : 안동 권씨 - 문경공 권제(文景公 權踶)의 딸. 길창부원군 권람의 동생. 슬하 1남 1녀.

### 배우자와 자녀
- 장인 : 민대생(閔大生, 1372 ~ 1467) - 단종 비 정순왕후의 외조부인 민소생의 형이다.
- 장모 : 양천 허씨 - 허선의 딸
- 아내 : 황려부부인(黃驪府夫人) 여흥 민씨(驪興 閔氏, ? ~ 1479년) - 단종비 정순왕후의 모친 여흥부부인과 친사촌지간이다.

| - 장남: 낭성군 한보(琅城君 韓堡, 1447년 ~ 1522년) - 며느리 : 한산 이씨 - 한성군 이훈(李塤)의 딸. 슬하 3남 2녀. - 손자 : 한경기(韓景琦) - 손자 : 한경종(韓景琮) - 손자 : 청녕위(淸寧尉) 한경침(韓景琛) - 성종의 딸 공신옹주의 남편. - 손자 : 한경환(韓景環) - 손자 : 한경순(韓景珣) - 손자 : 한경함(韓景{王+咸}) - 손녀 : 이광(李光)에게 출가 - 손녀 : 조은량(趙殷良)에게 출가 - 손녀 : 이경손(李敬孫)에게 출가 | - 장녀: 한씨(韓氏) - 신주(申澍)의 처. - 차녀: 한씨 - 영천군 윤반(鈴川君 尹磻)의 처. 슬하 2남 5녀. - 삼녀: 장순왕후(章順王后, 1445년 ~ 1461년) - 예종의 정비(正妃) - 사녀: 공혜왕후(恭惠王后, 1456년 ~ 1474년) - 성종의 정비(正妃) |

| - 측실 : 연일 정씨 - 정종화(鄭宗和)의 딸, 포은 정몽주의 서손녀(庶孫女) - 차남 : 한복(韓福) - 자부 : 흥덕 장씨 - 삼남 : 한임(韓林) - 자부 : 전주 이씨 - 이한기(李漢奇)의 딸 - 사남 : 한수(韓壽) - 자부 : 안동 권씨 | - 측실 : 전주 이씨 - 선천 공조의 딸 - 오남: 한목(韓睦) - 육남: 한석(韓碩) - 칠남: 한서(韓恕) - 팔남: 한우(韓佑) - 구남: 한온(韓瘟) - 오녀: 한씨(韓氏) - 사위: 강희건(姜希蹇) - 육녀: 한씨(韓氏) - 사위: 신승손(申承孫) - 칠녀: 한씨(韓氏) - 사위: 홍갑생(洪甲生) |

- 첩 : 연일 정씨 - 정종성(鄭宗誠)의 서녀, 정보의 서매, 포은 정몽주의 서손녀(庶孫女)
- 첩 : 창녕 성씨 - 성수량(成守良)의 서녀

## 한명회를 다룬 작품
| - 《고운임 여의옵고》 (MBC, 1980년 배우: 오지명) - 《설중매》 (MBC, 1984년~1985년 배우: 정진) - 《파천무》 (KBS, 1990년~1990년 배우: 주호성) - 《한명회》 (KBS2, 1994년~1994년 배우: 이덕화) - 《왕과 비》 (KBS1, 1998년~2000년 배우: 최종원) - 《왕과 나》 (SBS, 2007년~2008년 배우: 김종결) - 《사육신》 (KBS2, 2007년~2007년 배우: 박용철) - 《공주의 남자》 (KBS2, 2011년~2011년 배우: 이희도) - 《뿌리 깊은 나무》 (SBS, 2011년~2011년 배우: 조희봉) - 《인수대비》 (JTBC, 2011년~2012년 배우: 손병호) | - 《칠삭동이의 설중매》 (1988년 배우: 정진) - 《관상》 (2013년 배우: 김의성, 우상전) - 《광대들:풍문조작단》 (2019년 배우: 손현주) |

### 연극
- 이창수 - 2005년 《길》, 연극
- 박정순 - 2008년 《길》, 연극

## 사상과 치적

### 오가작통법과 면리제
행정권력이 지방과 산골까지 미치지 못하는 점을 이용, 효과적인 통치를 위해 주민들의 자치 조직인 오가작통법(五家作統法)을 창시하였다. 그런데 한명회의 오가작통법은 면과 리라고 하는 행정구역을 만들었고, 이는 20세기 이후의 면리제로 이어졌다.
1485년(성종 16년) 한명회의 발의에 따라 채택되어 《경국대전》에 올랐는데, 이에 의하면 오가작통법이란 한성부에서는 방(坊) 밑에 5가작통의 조직을 두어 다섯 집을 1통으로 하여 통주(統主)를 두고, 방에 관령(管領)을 두었다.
지방은 역시 다섯 집을 1통으로 하고 5통을 1리(里)로 해서 약간의 이(里)로써 면(面)을 형성하여 면에 권농관(勸農官)을 두었다. 주로 호구를 밝히고 범죄자의 색출, 세금징수, 부역의 동원, 인보(隣保)의 자치조직을 꾀하여 만들었다. 면장인 권농관은 조선시대 당시에는 명예직으로, 면리제는 군현제보다 실효성은 떨어졌지만 다른 제도가 20세기를 넘기지 못한 반면 면리제는 20세기까지 명맥을 이어왔다.

### 북방 경략과 방어
병조판서와 도체찰사 재직 중 직접 병력을 이끌고 평안북도와 함경북도의 두만강, 압록강변을 월경하는 야인들을 체포하여 처결하고, 변방에 축성과 요충지를 건설하였으며, 야인의 소굴에 직접 들어가 야인의 토벌에 앞장섰다.
1464년(세조 10년)에는 평안북도 의주의 하류에 진보(鎭堡)가 설치된 곳이 없는 점과 희천(熙川)과 영흥(永興) 사이의 거리가 너무 먼 점을 들어 의주에 새로이 진을 설치하고, 희천과 영흥 사이에는 새 군을 설치할 것을 건의하여 인산진(麟山鎭)과 훗날의 영원군(寧遠郡)을 설치하게 했다. 또한 성종 즉위 초, 두만강과 압록강변에 성곽을 쌓을 것을 건의하여 성사시켰다.

## 기타
세조는 나의 장량이라고 할 정도로 그를 총애했으며, 이런 배경을 바탕으로 엄청난 부를 획득하기도 했다. 서울의 압구정동은 그가 만년에 여생을 보낼 목적으로 세운 정자이자 그의 아호인 압구정에서 유래한 지명(地名) 이름이다.
정몽주의 서손녀이며 정보의 서누이동생 정씨는 한명회의 소실이 되었다.
야사에 의하면 그의 외모는 얼굴이 아래가 너무 넓게 퍼지고, 위는 좁고 뾰죽하여 마치 손으로 잡아 늘인 듯 길쭉한데다, 주먹코에 눈은 크고 눈동자가 바로 잡히지 않은 사팔뜨기로 극히 못 생겼었다고 전한다.

### 정보와의 관계
1456년 6월 단종복위사건이 일어나자, 정보는 서매제인 한명회를 찾아가 사육신의 무죄를 주장하였으나 한명회가 이를 들어주지 않자 정보는 천추의 악인이라며 규탄하였다. 그해 12월 한명회가 그를 난언죄(亂言罪)로 고발하여 죽음을 받게 하였다.
정보는 사육신의 단종 복위 운동에는 직접 참여하지는 않았지만 국문장에 끌려가서 이들을 의로운 사람들이라고 주장했다. 그는 서매제인 한명회의 고발로 의금부로 압송되었다.
단종 복위를 꾀한 성삼문, 박팽년을 변호하여 세조가 직접 신문할 때에 “일찍이 성삼문.박팽년 등을 정인군자(正人君子)라고 했기 때문에 실제로 이런 말을 하였다.”라고 하여 환열(轘裂)을 명하였다가, 세조는 정보가 고려 충신 정몽주의 손자임을 감안하여 정상을 참작, 죄질을 한 등급 감하여 감형, 연일(延日)에 유배시켰다.

### 장순왕후와 공혜왕후
그는 세조와 그의 장남이자 자신의 사위인 예종의 형인 의경세자와도 이중 사돈관계를 형성하였다. 예종의 원비 장순왕후(章順王后)는 그의 셋째 딸이고, 성종의 원비 공혜왕후(恭惠王后)는 넷째 딸로, 이들은 친정 자매간이면서 시가로는 시숙모와 조카며느리가 되는 관계가 된다.
폐비 윤씨와는 먼 인척이었다. 둘째 사위 신주(申澍)의 아버지 신숙주는 폐비 윤씨의 외당숙이다. 폐비 윤씨의 친정어머니이자 금삼을 전한 군부인 신씨는 신숙주의 사촌 동생이자 사위 신주의 당고모가 된다.

### 압구정
한명회는 노년에 권좌에서 물러나 송나라 정승 한충헌의 정자를 흉내내기 위해 명나라 한림원시강 예겸에게 정자 작명을 청하면서 한가로이 갈매기와 벗하며 지내고 싶다하는 정자를 짓고 여기에 자신의 호를 붙여 '압구정'이라고 불렀다고 한다. 하지만 그는 노년에도 부원군의 자격으로 여전히 정사에 참여하여 권좌를 지킨 인물이었다. 그 때문에 당시 백성들에게 압구정은 자연과 벗하는 곳이 아닌 권력과 벗하는 곳으로 인식되기도 했다.

### 정경부인이 된 두 명의 첩
후배 연일 정씨는 통의원사(通議院事) 정종화(鄭宗和)의 딸이며 정몽주의 손녀이니 그가 서북 양도의 관찰(西北兩道 觀察)사로 재직할 때 마음과 몸차림이 단엄한 것을 보고 함께 왔다. 전주 이씨 선천공조의 딸은 아버지의 이름이 정확히 전하지 않는다. 그가 서백(西伯)이 되었을 때 이름 미상의 전주 이씨에게 사위 되기를 위협 받았는데 한명회가 승낙하지 않자, 그가 칼을 들고 사생결단하여 부득이 배필로 취하여 데려왔다.
집안에서 상하를 막론하고 두 부인을 부인으로서 대우하지 않았다. 어느 날 세조가 그의 집에 방문하니 정종화의 딸 정씨, 이씨가 모셔서 술을 나누니 왕이 누구인지 물으니 양 부인이 뜰에 엎드려 그 원통한 사실을 울면서 하소연하자 세조가 형수(兄嫂)라고 부르며 입시하도록 하여, 특별히 가져온 종이와 먹에 어필로써 직접 써서 교지를 전하고 양 부인에게 정경부인(貞敬夫人)을 봉하는 옥새를 눌러주니 온 집안이 이때부터 양 부인을 괄시하지 않고 부인의 예로써 대했다.

## 논란과 의혹
왕조실록에 의하면 밀양 사는 박씨의 재산을 차지하기 위해 억지로 이혼시키고 조카의 아내가 되게 했다는 의혹이 제기되어 있다. 그에 의하면 '세조조(世祖朝)에 한명회(韓明澮)가 한언(韓堰)의 숙부로 밀양 사는 박씨가 재산이 많다는 말을 듣고 세조에게 청하여 전부(前夫)와 이이하게 하고 언의 아내로 삼았는데, 성종조에 이르러 무릇 재가(再嫁)한 사족은 청현직(淸顯職)에 서용하지 않게 되자, 홍윤(弘潤)이 형조의 낭관이 되어 대간의 논박을 받고 체직당하였기 때문에 상소하여 원통함을 호소하였으나, 끝내 변명(辨明)되지 않았다.'는 것이다.

## 같이 보기
| - 조선의 공신 - 계유정난 - 세조 반정 - 이시애의 난 - 신숙주 - 한확 - 한치형 - 한치인 - 집현전 - 한상질 - 김질 - 윤사윤 - 윤사흔 - 정창손 - 정인지 - 성삼문 - 하위지 - 양정 - 이개 - 원호 - 김담 - 이순지 - 폐비 윤씨 - 유자광 - 정창손 - 정현옹주 - 정몽주 | - 권람 - 국조보감 - 이징옥의 난 - 이시애의 난 - 단종 복위 운동 - 남이의 옥사 - 세조 - 사육신 - 생육신 - 남이 - 김숙자 - 김시습 - 성담수 - 정보 - 유응부 - 유성원 - 윤기견 - 윤사로 - 윤필상 - 이개 - 이맹전 - 이수형 - 이기 - 임사홍 - 봉석주 - 권람 - 강순 | - 면리제 - 한명회묘 - 신숙주묘 - 해동제국기 - 사육신 - 생육신 - 단종 - 군부인 신씨 - 성종 - 연산군 - 한보 - 김종직 - 폐비 윤씨 - 박팽년 - 유자미 - 남이 - 신용개 - 신윤복 - 최만리 - 폐비 윤씨 - 연산군 |

## 참고 문헌
- 세종실록
- 문종실록
- 단종실록
- 세조실록
- 예종실록
- 성종실록
- 국조보감
- 국조인물지
- 대동야승
- 연려실기술

## 관련 서적
- 이수광, 《책사 한명회:오백년 조선왕조에 가장 뛰어난 지략가》 (작은씨앗, 2006)
- 이덕일, 《사화로 보는 조선 역사》 (도서출판 석필, 2002)
- 박영규, 《한 권으로 읽는 조선왕조 실록》 (도서출판 들녘, 1998)
- 충북대학교, 《청주시지》 (충북대학교 인문과학연구소·청주시, 1997)
- 충청북도, 《충청북도 인물지》 (충청북도, 1987)
- 이홍직, 《새국사사전》(교학사, 1983)
- 신봉승, 《소설 한명회 1, 2》 (갑인출판사, 1992)
- 이덕일, 《김종서와 조선의 눈물》 (옥당, 2010)
- 이가원, 《이조명인열전》 (을유문화사, 1965)

## 관련 문화재
- 한명회 선생 신도비 - 충청남도 문화재자료 제332호